# クラナカン
クラナカン(Cranachan)は、スコットランドの伝統的なデザートである。スコットランド以外では「クラナカン」と呼ばれるが、スコットランドにおいては「クラナハン」と発音することが一般的である。今日では、ホイップクリーム、ウイスキー、蜂蜜、新鮮なラズベリーを混ぜたものと、少量のウイスキーに一晩浸したオートミールから作られる。アソールブロスは似た材料から作る飲料だが、ラズベリーは用いない。初期のレシピでは、クリームの代わりにクリームチーズを用いることやウイスキーを使わないこともあった。
伝統的な提供方法では、テーブルに各々の材料が入った皿を運び、客自身が混ぜて食べる。背の高いデザートグラスで既に作られたものが供されることもある。
元々は夏の料理で収穫期によく食べられたが、現在では年中特別な機会に食べられる。エール、糖蜜、ウイスキーとオートミールから作られるale-crowdieは、中に指輪を入れて結婚式で振舞われる。指輪に当たった者は次に結婚すると言われている。